# Taxi 3
Taxi 3 je francouzská komedie režiséra Gérarda Krawczyka z roku 2003, volné pokračování filmu Taxi, Taxi z roku 2000.

## Děj
Emiliána straší noční můry o nepolapitelném gangu Santa Clausů, a tak si ani nevšimne, že jeho přítelkyně Petra je těhotná. Daniel se pohádá s Lily, která také čeká miminko, a chce se odstěhovat z garáže. Danielovi ale neřekne, že je těhotná, jen mu nechá pozitivní test v koupelně. Oba přátelé se sejdou a debatují o zodpovědnosti, co je čeká. Přitom ale narazí na člena gangu. Pronásledují ho, ale gangsteři Emiliána unesou. Celý gang se po úspěšné loupeži přemístí do hor a Emiliána nechají v nastražené pasti v Marseillejském přístavu. Daniel ho na poslední chvíli zachrání a oba gang pronásledují. V horách se ukáže, že nová Danielova úprava Taxíku zvládne projet téměř kdekoliv. Emilián se spojí se šéfem a společně vymyslí na lupiče past. Na konci filmu Petra porodí, Daniel se s Lily usmíří a Gibera vezou na vozíku úplně zmrzlého se slovy: "Emiliáne, Emiliáne!"